# Chyler Leigh

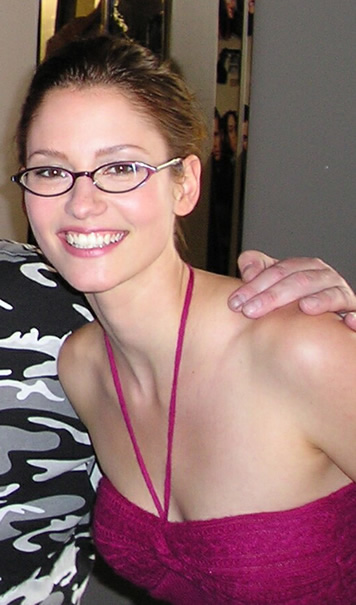
Chyler Leigh (2006)

Chyler Leigh (ur. 10 kwietnia 1982 w Charlotte) – amerykańska aktorka, wokalistka i modelka.  

## Kariera
Chyler Leigh zadebiutowała w wieku 15 lat w filmie Kickboxing Academy. W 2001 roku dostała główną rolę w filmie Not Another Teen Movie jako Janey Briggs. Pojawiła się również w teledysku Marilyn Manson do piosenki "Tainted Love". W 2002 roku zagrała w serialach Girls Club, w którym grała prawniczkę Sarę Mickle oraz w The 80's Show, w którym grała Jane Tuesday. Grała także w The Practice i w Reunion. Grała Lexie Grey od 3 do 8 sezonu serialu Chirurdzy (Grey's Anatomy). Od 2015 roku gra w serialu Supergirl jako Alex Danvers.

## Życie prywatne
Chyler urodziła się 10 kwietnia 1982 roku w Charlotte. Jest córką Yvonne Norton i Roberta Potts. W wieku 16 lat spotkała swojego przyszłego męża Nathana Westa. W 2002 roku wzięli ślub i mają trójkę dzieci. 

## Filmografia
| Rok        | Tytuł                                    | Rola                  |
| ---------- | ---------------------------------------- | --------------------- |
| 1996       | Hall Pass                                | Co-Host               |
| 1997       | Kinetic City Super Crew                  | Nieznana              |
| 1997       | Kickboxing Academy                       | Cindy                 |
| 1999       | Saving Grace                             | Grace Smith           |
| 1999       | Safe Harbor                              | Jamie Martin          |
| 2000       | M.Y.O.B.                                 | Nieznana              |
| 2000       | Siódme niebo                             | Frankie               |
| 2000       | Wilder Days                              | Rip                   |
| 2001       | To nie jest kolejna komedia dla kretynów | Janey Briggs          |
| 2002       | That 80's Show                           | June Tuesday          |
| 2002       | Girls Club                               | Sarah Mickle          |
| 2003       | The Practice                             | Claire Wyatt          |
| 2004       | North Shore                              | Kate Spangler         |
| 2005       | Rocky Point                              | Cassie                |
| 2005       | Reunion                                  | Carla                 |
| 2007-2012  | Chirurdzy                                | Dr. Lexie Grey        |
| 2010       | The 19th Wife                            | Queenie Alton         |
| 2012       | Prywatna praktyka                        | Dr. Lexie Grey        |
| 2012       | Brake                                    | Moly Reins            |
| 2013       | Window Wonderland                        | Sloan van Doren       |
| 2014       | Taxi Brooklyn                            | det. Caitlyn Sullivan |
| 2015-2021  | Supergirl                                | Alex Danvers          |
| 2017       | Arrow                                    | Alex Danvers          |
| 2017       | The Flash                                | Alex Danvers          |
| 2017; 2020 | Legends of Tomorrow                      | Alex Danvers          |
| 2023       | The Way Home                             | Kat Landry            |